# Alliansfria rörelsen
Alliansfria rörelsen (engelska: Non-Aligned Movement (NAM)) är en organisation för stater i tredje världen som under kalla kriget inte ämnade ta ställning för något av de stora ideologiska blocken i världen,  med ändamålet att bevaka de alliansfria medlemsstaternas intressen i världspolitiken, i synnerhet med avseende på problem som man menar härrör från avkoloniseringen.

## Historia
Ibland hävdas att organisationen formades vid Bandungkonferensen mellan afrikanska och asiatiska stater i den indonesiska staden Bandung 1955. Världspolitisk betydelse fick organisationen dock först sedan en grupp vänsterinriktade ledare i tredje världen, närmare bestämt Josip Broz Tito, Gamal Abdel Nasser, Sukarno och Jawaharlal Nehru började samarbeta mot slutet av 1950-talet. Första mötet hölls i Belgrad 1961 som också formellt grundlade Alliansfria rörelsen som internationell organisation.
Rörelsen växte kraftigt under 1960-talet och höll då toppmöten förutom i Belgrad även i Kairo och Lusaka. Under 1970-talet visade den svenske statsministern Olof Palme ett stort intresse för avkoloniserade länders sak, och hävdade att denna organisation kunde vara nyckeln till avspänning och fred i världen. Indira Gandhi, Josip Broz Tito och Julius Nyerere var då viktiga ledare inom rörelsen. Inte minst viktigt, enligt Palme och andra ledare inom Socialistinternationalen, var organisationens roll i nord–syd-debatten; i arbetet med ”internationell ekonomisk jämlikhet”. Nord–syd-frågornas betydelse växte inom organisationen när ledare som Fidel Castro anslöt sina stater. Trots att flera av medlemsstaterna i praktiken hade mycket nära relationer med någon av  supermakterna fanns ändå stark sammanhållning med andra alliansfria stater gällande vissa frågor såsom kraftigt motstånd mot apartheidregeringen i Sydafrika. Försök gjordes att få Sverige att gå med, från exempelvis Vänsterpartiet kommunisterna år 1980, men dessa lyckades inte.
Numera har Alliansfria rörelsen inte mindre än 113 medlemsstater, men har ändå förlorat det mesta av sitt inflytande, inte minst till följd av kalla krigets upphörande. Nord–syd-frågor och en ny ekonomisk världsordning är frågor som först diskuterades inom NAM innan de nådde ut till debatten på nationalstatsnivå.

## Organisation
På grund av det ursprungliga målet att bibehålla oberoende från de två blocken under kalla kriget har rörelsen inte haft någon strikt, hierarkisk organisation eller struktur. Det högsta organet är Konferensen för alliansfria stater vars ordförandeskap roterar mellan alla medlemsstater vid varje konferenstillfälle. Konferenser hålls var tredje år. Alliansfria rörelsens sittande generalsekreterare är Ugandas president Yoweri Museveni.